# Costantino Rosa
Costantino Rosa (Bergamo, 17 giugno 1803 – Bergamo, 4 agosto 1878) è stato un pittore italiano.

## Biografia
Costantino Rosa non si avvicinò alla pittura fin dai primi anni della propria vita, come accedeva per gran parte degli artisti di quel tempo, ma soltanto dopo aver raggiunto la maggiore età. Inizialmente difatti si era dedicato alla professione di orefice, relegando la pittura ad una semplice passione da soddisfare nel tempo libero.
Fu l'amico Enrico Scuri che lo spinse ad affinare le sue doti artistiche, tanto che nel 1821 decise di iscriversi all'Accademia Carrara, rinomata scuola di pittura del capoluogo bergamasco.
Frequentò i corsi per ben dieci anni, fino al 1831, e venne seguito direttamente dal direttore Giuseppe Diotti, che vedeva in lui grandissime potenzialità.
Negli anni successivi iniziò quindi ad esporre le sue opere presso l'Accademia di Belle Arti di Brera di Milano, risentendo notevolmente della scuola dei vari Massimo d'Azeglio e Giovanni Migliara, noti paesaggisti. Seguendo la loro strada cominciò ad acquisire una discreta fama anche nel capoluogo lombardo.
Nel frattempo si sposò con una concittadina di nome Teresa, di professione cucitrice, nonostante la sua esuberanza sentimentale rendeva sovente protagonista di fughe d'amore con altre donne. Questi scandali lo esposero al pubblico giudizio, tanto che venne ripudiato persino dal suo maestro Diotti.
Si trasferì quindi a Roma per un paio di anni, per poi soggiornare anche a Napoli. Nel capoluogo partenopeo entrò in contatto con la Scuola di Posillipo, frequentata da artisti dediti unicamente all'esecuzione di paesaggi, arte della quale il Rosa rivestiva un ruolo di primo piano, riuscendo a trarre spunti importanti per il proprio repertorio.
Al ritorno a Bergamo seguirono numerose esposizioni, sia all'Accademia Carrara che a quella milanese di Brera, riscuotendo unanimi consensi.
Nel 1862 sposò in seconde nozze con Ester Zambelli, che lo accompagnò fino alla morte, avvenuta nella sua casa di Bergamo nell'anno 1878.

## Lo opere
Le opere del Rosa riguardano principalmente paesaggi naturalistici, di stampo romantico. I temi da lui trattati furono principalmente scorci montani delle valli, bergamasche e non.
La sua mano dipingeva con estrema naturalezza, infondendo un senso di immedesimazione nel contesto paesaggistico dipinto con grande realismo.
(Mosconi, 1835)
A tal riguardo molto rinomate sono opere come "La piazza grande di Bergamo", "La rocca di Urgnano", "Il seminario nuovo", "Cortile di cascina con animali" ed il grandioso "Prato di Bergamo nel tempo della fiera", tutte ambientate nella terra orobica, al pari di altre prese dal contesto delle valli Brembana e di Scalve.
Il suo messaggio romantico-naturalistico riguardò anche scorci situati nei dintorni di Roma ed in altre zone da lui visitate, tra cui la riviera ligure.
Tuttavia negli ultimi anni il valore del Rosa venne un po' messo in discussione, a causa delle nuove tendenze pittoriche che andavano affermandosi, relegando l'artista ad un ruolo di fiero esponente di una vecchia scuola.

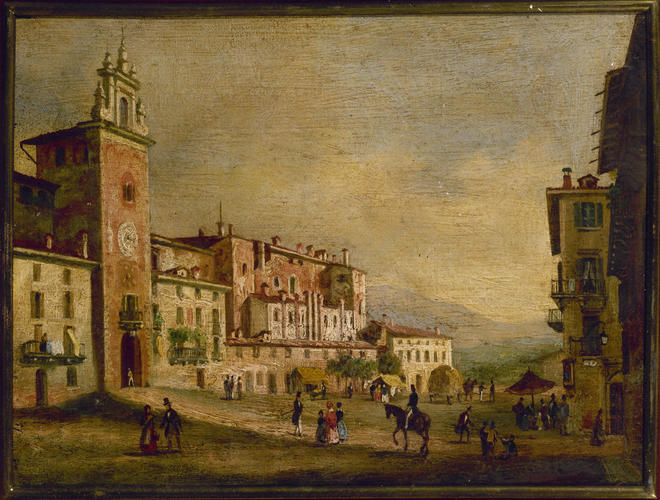
Veduta di piazza Mascheroni a Bergamo, ca. 1830
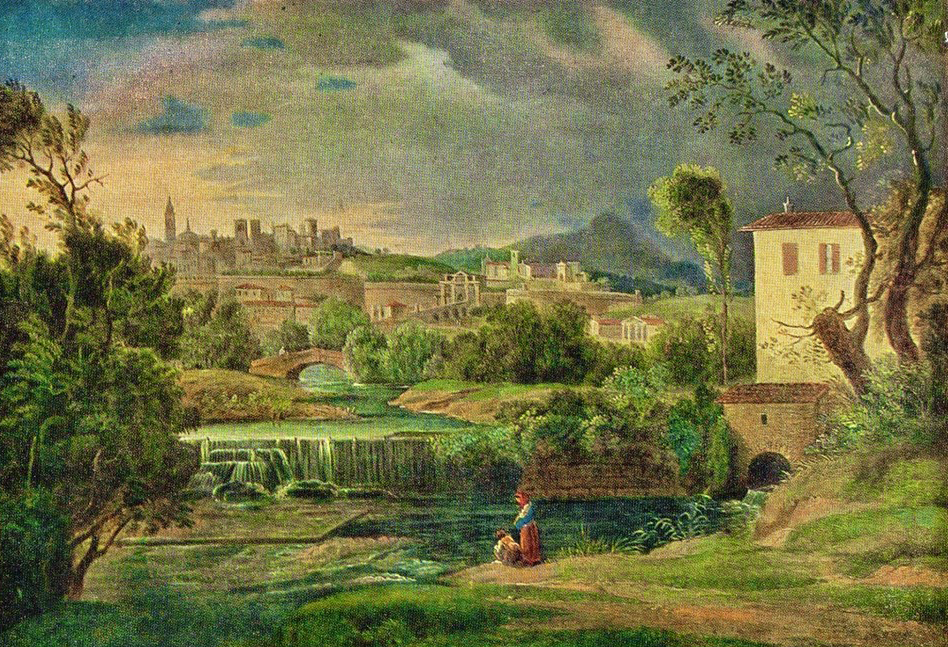
Complesso di Sant'Agostino, ca. 1830
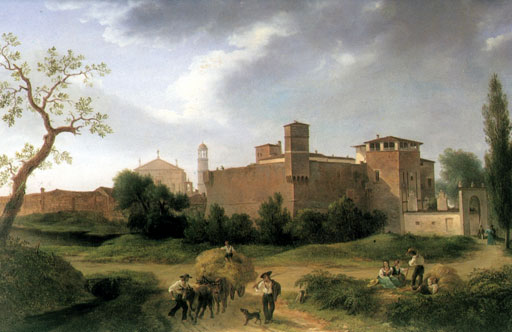
Rocca di Urgnano, 1834
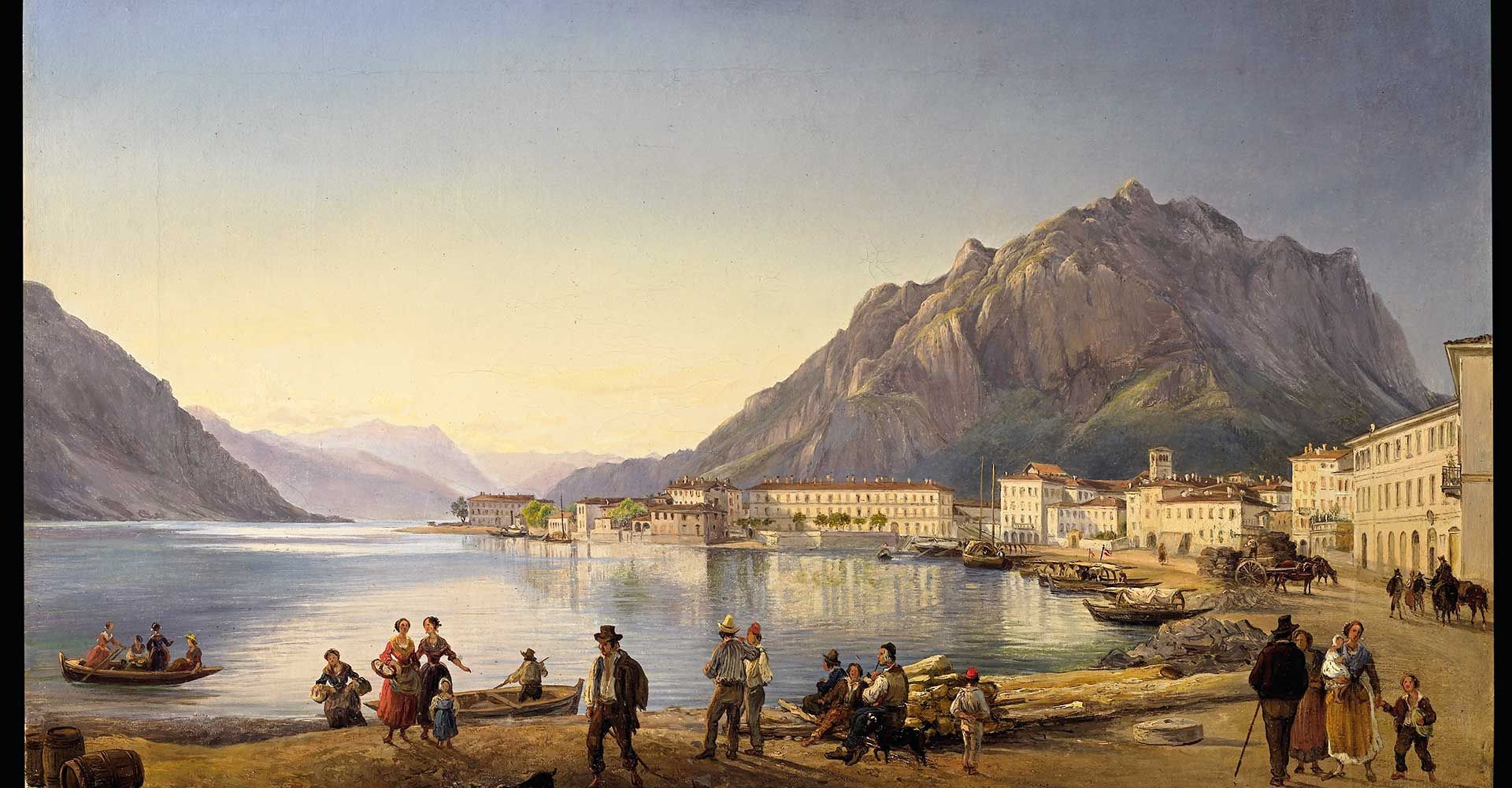
Veduta di Lecco, 1849
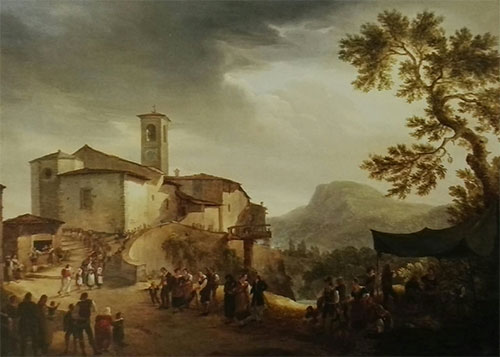
La sagra di San Michele a Torre de' Busi, 1850
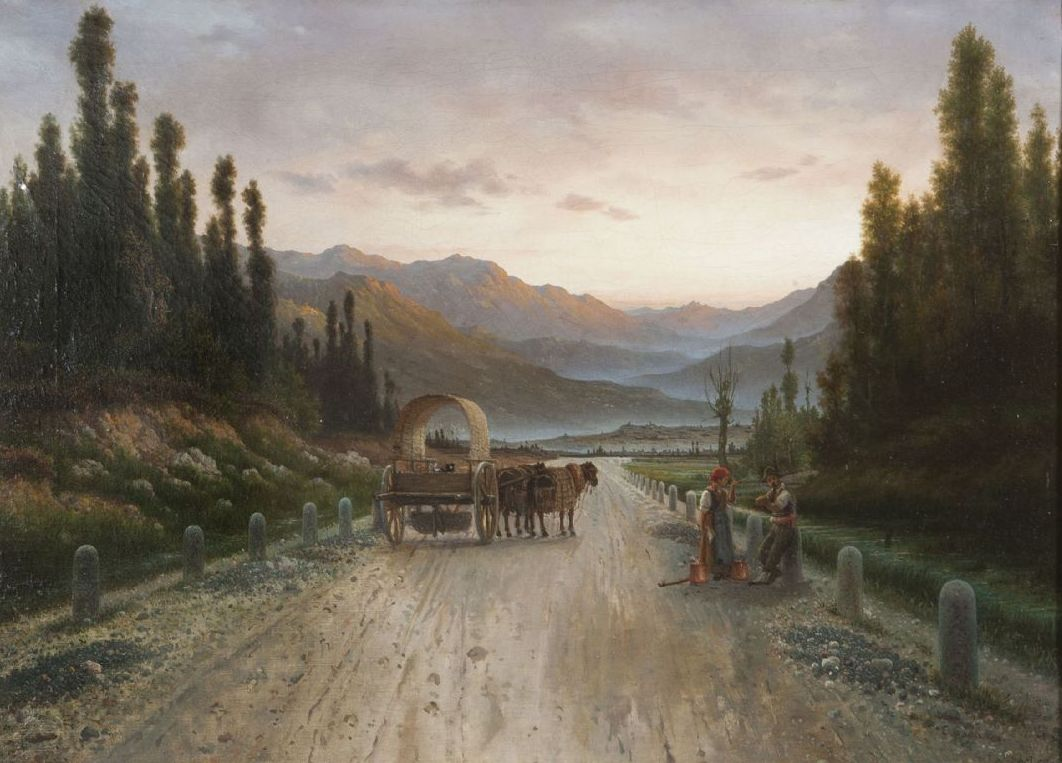
La raccolta del latte